# Roy Lønhøiden
Roy Lønhøiden (Kongsvinger, 4 maggio 1964) è un cantante norvegese.

## Biografia
Sanger fra skogen (2006), secondo album in studio del cantante, è stato in lizza per lo Spellemannprisen al country. Due anni dopo è avvenuta la pubblicazione del terzo LP Når dagen demrer blått (2008), candidato anch'esso agli Spellemannprisen, che ha esordito al 17º posto della VG-lista. La raccolta Tilbake i tid - De beste sangene (2010) ha scalato la classifica fino alla 16ª posizione.
Due anni più tardi ha ottenuto un terzo ingresso nella classifica nazionale con Sanger fra veien, quarto progetto in studio arrivato al 29º posto della graduatoria norvegese. Du spør meg om Sannhet (2015) è diventato il terzo album dell'interprete a ottenere una nomination agli Spellemannprisen.

## Discografia

### Album in studio
- 2004 – Det ensomme landet
- 2006 – Sanger fra skogen
- 2008 – Når dagen demrer blått
- 2012 – Sanger fra veien
- 2015 – Du spør meg om Sannhet
- 2016 – Født i en stall (con Elin Moen Rusten)
- 2020 – You Ask Me About Truth
- 2022 – Fra hånd til munn

### Raccolte
- 2010 – Tilbake i tid - De beste sangene

### Singoli
- 2008 – Vann og ved
- 2014 – Roy Lønhøiden synger Alf Prøysen
- 2014 – Toreværtid
- 2014 – Om vi klarer av desember (con A-11)
- 2018 – Spillemannen
- 2018 – Flyttfuglen
- 2018 – Vincent van Gogh
- 2018 – Rapport fra grasrota
- 2018 – På harmonikk
- 2020 – Fra hånd til munn
- 2020 – That's How the Days Got Shorter
- 2020 – Ingen som deg
- 2022 – Velsignede vår
- 2022 – Billy